# Zecca di Villa di Chiesa
La zecca di Villa di Chiesa o di Iglesias fu una zecca di epoca medievale, attiva tra il 1288 e il 1387, con sede nella città di Iglesias, in Sardegna.

## Storia
Le prime notizie sull'esistenza della zecca di Villa di Chiesa risalgono agli ultimi anni del XIII secolo, durante la dominazione dei della Gherardesca, conti di Donoratico. 

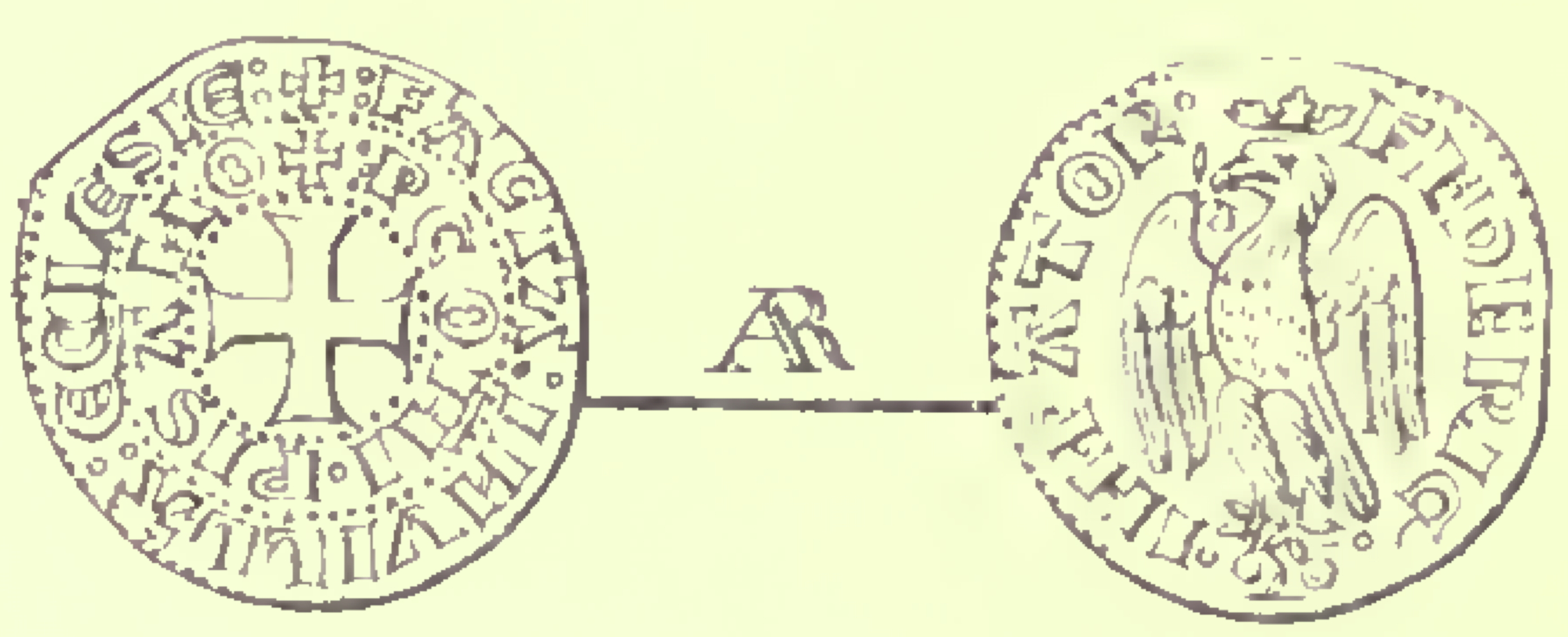
Aquilino, sul dritto si legge: FACTA IN VILLA ECLESIE P(ER) COM(UN)I PISANO, sul rovescio: FEDERIC(U)S IN(PER)ATOR.

La prima moneta coniata fu un grosso tornese in argento voluto da Guelfo della Gherardesca, figlio del defunto conte Ugolino, da collocarsi tra il 1295 e il 1302, anno in cui la città passò sotto il controllo diretto del comune di Pisa che ne interruppe la produzione, in quanto espressione di una fazione avversa al potere centrale della repubblica pisana, e la sostituì con l'aquilino.

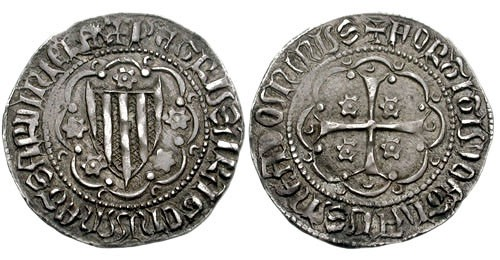
AR Alfonsino (25mm, 3.23 g). Zecca di Villa di Chiesa. +PETRUS ARAGONUM ET SARDINIE REX, stemma d'Aragona, con 5 rosette +FORTITUDO ET LAVS MEA DOMINUS, Croce con rosette e mezzaluna.

Dopo la conquista aragonese di Villa di Chiesa nel 1324, la zecca venne restaurata e fu fatto arrivare nuovo personale specializzato dalla Catalogna. La nuova moneta aragonese fu l'alfonsino in argento, destinato a sostituire le monete in circolazione, di conio pisano e genovese. Dal 1326 fino al 1362 la zecca di Iglesias fu l’unica a battere le monete d’argento nel Regno di Sardegna e, assieme alla città di Barcellona, l’unica in tutti i territori facenti parte della Corona d'Aragona. 
La produzione venne interrotta nel 1354 a causa dell'occupazione della città mineraria da parte degli Arborea, nell'ambito della guerra sardo-catalana.
A seguito del trattato di pace dell'anno seguente la città tornò in mano iberica; vi furono vari tentativi da parte aragonese di ristabilire la zecca iglesiente che cadde però gradualmente in declino a vantaggio di quella di Cagliari, anche a causa della nuova occupazione arborense del 1365 che durò, a parte una breve interruzione, fino al 1409.